# طبقه چهارم (فیلم ۱۹۹۹)
طبقه چهارم (به انگلیسی: The 4th Floor) یک فیلم ترسناک محصول ۱۹۹۹ آمریکا است به نویسندگی و کارگردانی جاش کلاسنر. توبین بل و ویلیام هرت در این فیلم نقش آفرینی کرده‌اند. طبقه چهارم توسط مؤسسه قرن ۲۱ دوبله و پخش شده است.

## داستان
جین املین (ژولیت لوئیس) یک طراح داخلی ساختمان است که پس از مرگ عمه خود، خانه وی در طبقه پنجم یک آپارتمان را به ارث می‌برد. او با نامزدش که یک هواشناس مشهور است بر سر سکونت در این خانه به مشکل برمی‌خورد و مجبور می‌شود تنها در آنجا زندگی کند، زمان زیادی نمی‌گذرد که اتفاقات عجیب و غریبی در خانه او رخ می‌دهد و دچار مشکلاتی با همسایه‌ها می‌شود …

## بازیگران
- جولیت لوئیس - جین املین
- ویلیام هرت - هواشناس، نامزد جین
- توبین بل
- شلی دوال
- آستین پندلتون